# Champsosaurus laramiensis
Champsosaurus laramiensis is een uitgestorven op een krokodil lijkend reptiel behorend tot het geslacht Champsosaurus uit de orde Choristodera.
Champsosaurus laramiensis leefde van het Krijt tot het Vroeg-Eoceen (66-52 miljoen jaar geleden) in Montana (Verenigde Staten) en Saskatchewan (Canada). 